# Priscula gularis
Priscula gularis is een spinnensoort uit de familie trilspinnen (Pholcidae). De soort komt voor in Ecuador en is de typesoort van het geslacht Priscula.